# あがたの森公園
あがたの森公園（あがたのもりこうえん）は長野県松本市県3丁目にある都市公園（地区公園）である。旧制松本高等学校の施設が残る。ヒマラヤスギやケヤキなどが植わっている。このヒマラヤスギの多くは、松本高校の2代校長で植物学者の大渡忠太郎が植えたものである。芝生と池、一角には遊具が設置され、子供から大人までの憩いの場となっている。広さはおよそ61,000平方メートル。

## 施設
- 松本市あがたの森文化会館（あがたの森公民館、あがたの森図書館を含む、旧制松本高等学校校舎） - 木造。重要文化財。現在も種々の行事に使われている。図書館は文化会館1階にある。蔵書数は、一般書約14,000冊、児童書約11,000冊。
- 旧松本高等学校講堂
- 喫茶店

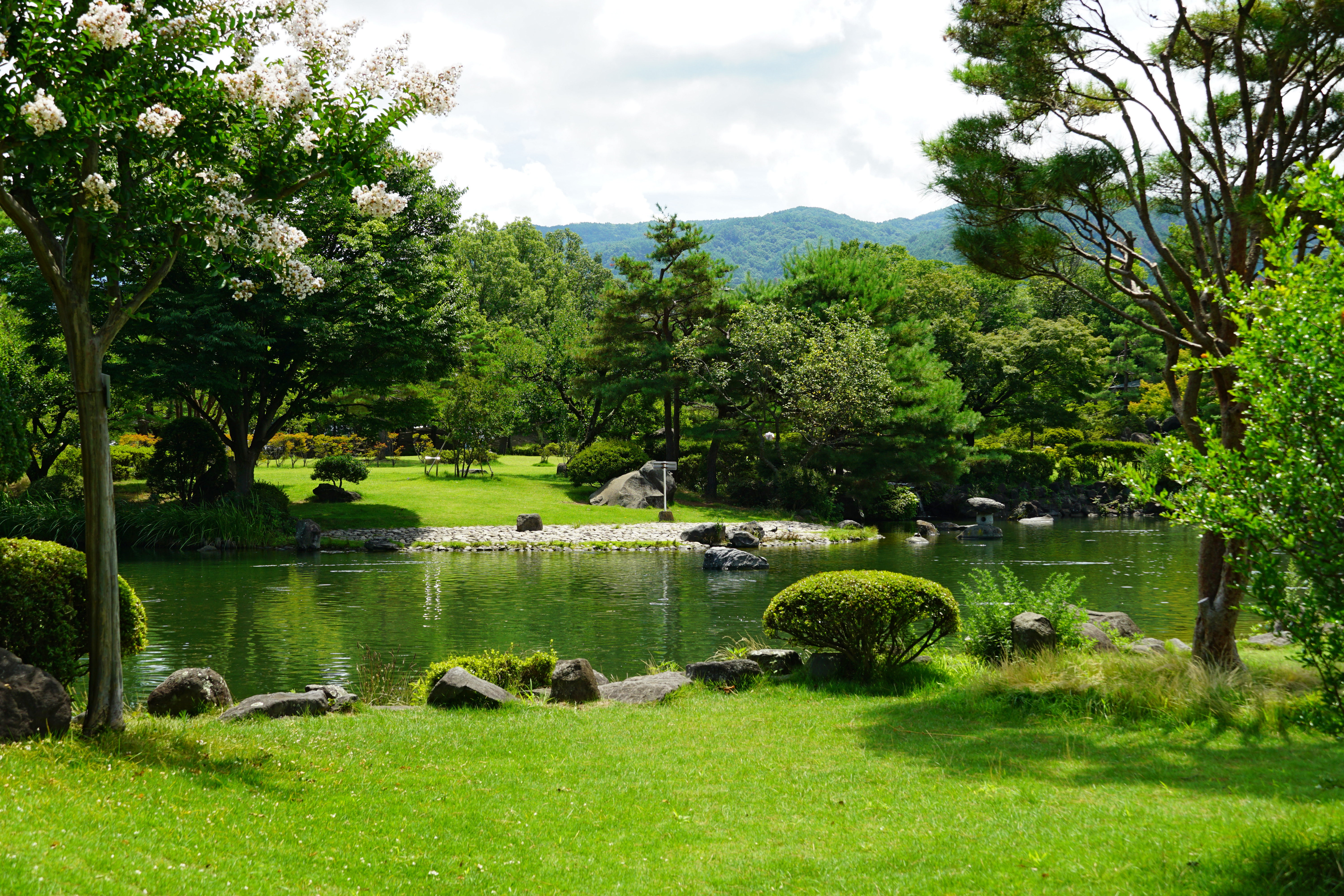
池
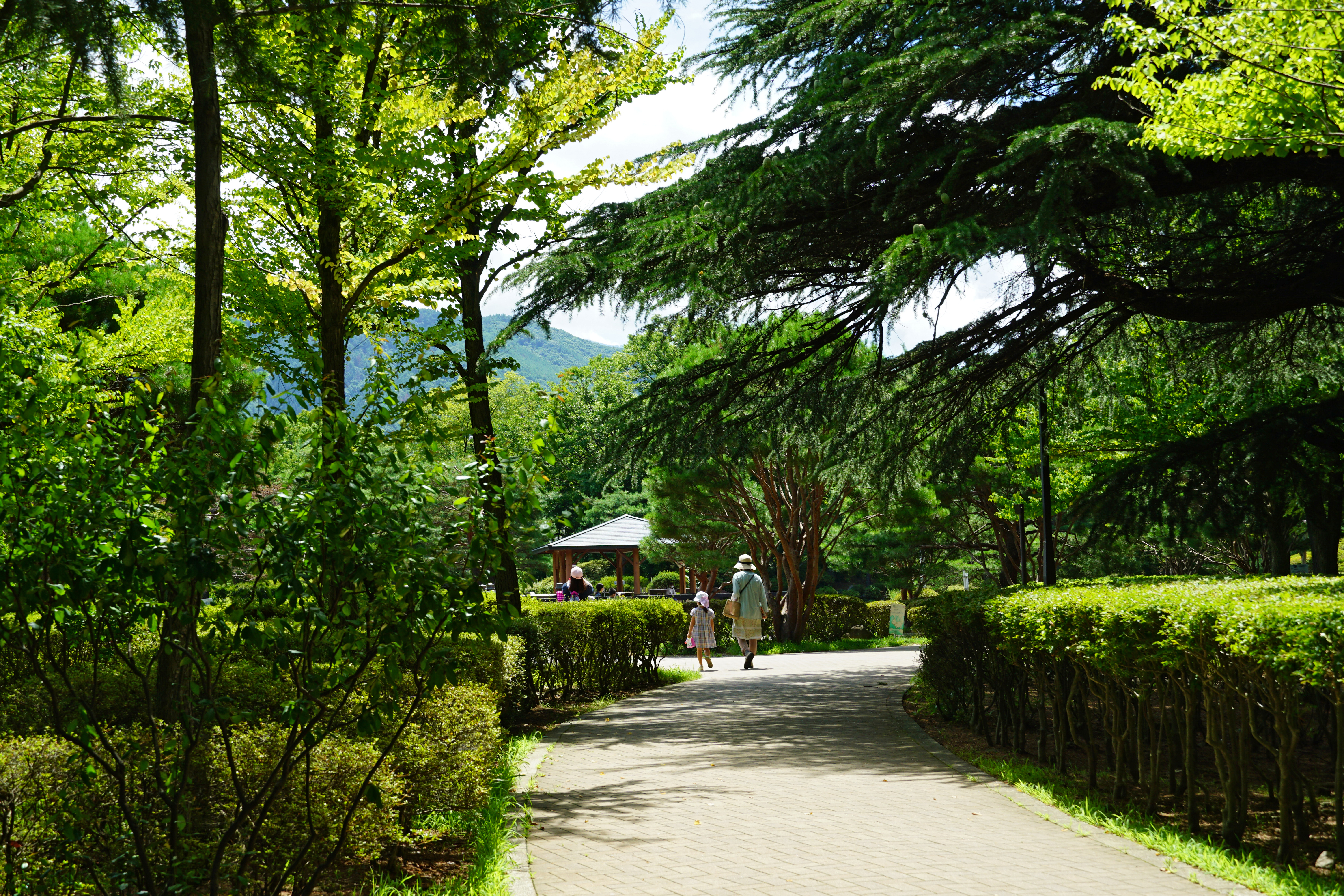
旧制松本高校中庭から庭園への通路
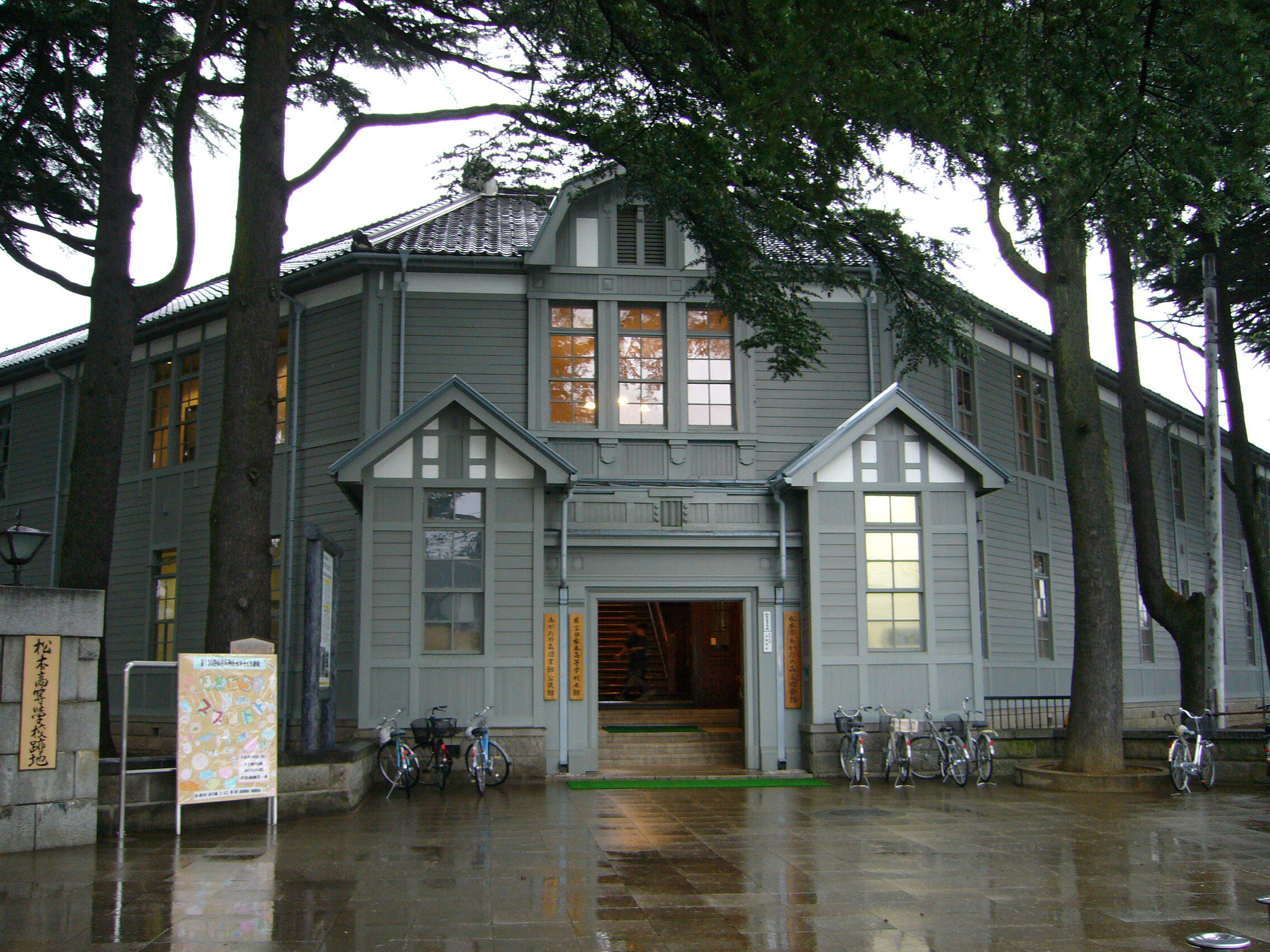
旧制松本高等学校本館

## イベント
- クラフトフェアまつもと
- 県の森フェスティバル（信州大学による）

## 交通
- JR東日本篠ノ井線松本駅から、駅前の直線道路をおおよそ1,500メートル進んだ突き当たりに位置する。
  - 松本駅から徒歩で約20分。
  - 駅前から市内循環バス「タウンスニーカー」東コースであがたの森公園もしくは旧松本高校バス停下車（約13分）
  - 北市内線東回り、横田経由浅間温泉行き他のアルピコ交通バス（通称・松本電鉄バス）の横田信大循環線や並柳団地線（系統1）で秀峰学校前バス停下車（約5分）
- 駐車場有。長野自動車道松本ICから国道158号を経由して約20分

## 周辺
- 旧制高等学校記念館（園内）
- 松本市美術館
- 松本市はかり資料館
- 中町蔵の会館
- 長野県松本県ヶ丘高等学校
- 松商学園高等学校
- エクセラン高等学校
- 松本秀峰中等教育学校
- イオンモール東松本